# Danh sách di sản văn hóa Tây Ban Nha được quan tâm ở tỉnh Huesca
Danh sách di sản văn hóa Tây Ban Nha được quan tâm ở Huesca (tỉnh).

## Các di sản liên quan đến nhiều thành phố
| Tên                                               | Dạng                  | Địa điểm              | Tọa độ | Số hồ sơ tham khảo? | Ngày nhận danh hiệu? | Hình ảnh                                                               |
| ------------------------------------------------- | --------------------- | --------------------- | ------ | ------------------- | -------------------- | ---------------------------------------------------------------------- |
| Camino Santiago Aragon                            | Lịch sử và nghệ thuật | Municipios del Camino |        | RI-53-0000035-00006 | 05-09-1962           | El Camino de Santiago por la provincia de Huesca · Upload image        |
| Quần thể Alto Valle Cinca và các đô thị khác nhau | Địa điểm lịch sử      | Varios municipios     |        | RI-54-0000050       | 18-03-1976           | Conjunto del Alto Valle del Cinca y diversos Municipios · Upload image |

## Di tích theo thành phố

### A

#### Adahuesca
| Tên               | Dạng                                      | Địa điểm  | Tọa độ                                        | Số hồ sơ tham khảo? | Ngày nhận danh hiệu? | Hình ảnh                          |
| ----------------- | ----------------------------------------- | --------- | --------------------------------------------- | ------------------- | -------------------- | --------------------------------- |
| Covacho Labarta   | Di tích Nghệ thuật đá                     | Adahuesca |                                               | RI-51-0009357       | 15-11-1996           | Covacho de Labarta · Upload image |
| Nhà hoang Treviño | Di tích Kiến trúc tôn giáo Kiểu: Románico | Adahuesca | 42°08′02″B 0°00′32″T / 42,133881°B 0,008786°T | RI-51-0004550       | 18-12-1981           | Ermita de Treviño · Upload image  |
| Sivil             | Di tích                                   | Adahuesca |                                               | RI-51-0009358       | 15-11-1996           | Sivil · Upload image              |

#### Agüero (Huesca)
| Tên                       | Dạng    | Địa điểm        | Tọa độ                                       | Số hồ sơ tham khảo? | Ngày nhận danh hiệu? | Hình ảnh                           |
| ------------------------- | ------- | --------------- | -------------------------------------------- | ------------------- | -------------------- | ---------------------------------- |
| Nhà thờ Salvador (Agüero) | Di tích | Agüero (Huesca) |                                              | RI-51-0010860       | 02-10-2001           | Upload image                       |
| Nhà thờ Santiago (Agüero) | Di tích | Agüero (Huesca) | 42°20′49″B 0°47′10″T / 42,34696°B 0,786037°T | RI-51-0000177       | 15-03-1920           | Iglesia de Santiago · Upload image |
| Nhà trú tạm Agüero        | Di tích | Agüero (Huesca) |                                              | RI-51-0009359       | 15-11-1996           | Upload image                       |
| Nhà trú tạm Gitanos       | Di tích | Agüero (Huesca) |                                              | RI-51-0009360       | 15-11-1996           | Upload image                       |

#### Aínsa-Sobrarbe
| Tên                           | Dạng                 | Địa điểm                           | Tọa độ                                        | Số hồ sơ tham khảo? | Ngày nhận danh hiệu? | Hình ảnh                                                          |
| ----------------------------- | -------------------- | ---------------------------------- | --------------------------------------------- | ------------------- | -------------------- | ----------------------------------------------------------------- |
| Aínsa-Sobrarbe                | Khu phức hợp lịch sử | Aínsa-Sobrarbe                     | 42°25′02″B 0°08′15″Đ / 42,417222°B 0,1375°Đ   | RI-53-0000054       | 23-12-1964           | Villa de Aínsa · Upload image                                     |
| Lâu đài Aínsa                 | Di tích              | Aínsa-Sobrarbe                     | 42°25′05″B 0°08′11″Đ / 42,418174°B 0,136449°Đ | RI-51-0000639-00001 |                      | Delimitación del castillo de Aínsa · Upload image                 |
| Nhà thờ San Martín (Aínsa)    | Di tích              | Aínsa-Sobrarbe Santa María de Buil |                                               | RI-51-0004256       | 15-10-1977           | Iglesia de San Martín (Aínsa) · Upload image                      |
| Nhà thờ Santa Eulalia (Olsón) | Di tích              | Aínsa-Sobrarbe Olsón               |                                               | RI-51-0004883       | 23-05-1983           | Iglesia de Santa Eulalia (Olsón) · Upload image                   |
| Lâu đài Aínsa                 | Di tích              | Aínsa-Sobrarbe                     | 42°25′05″B 0°08′11″Đ / 42,418174°B 0,136449°Đ | RI-51-0000639       | 03-06-1931           | Castillo de Aínsa · Upload image                                  |
| Nhà thờ Santa María (Ainsa)   | Di tích              | Aínsa-Sobrarbe                     |                                               | RI-51-0000640       | 03-06-1931           | Iglesia-colegiata de la Asunción de Nuestra Señora · Upload image |

#### Aísa
| Tên                              | Dạng | Địa điểm         | Tọa độ | Số hồ sơ tham khảo? | Ngày nhận danh hiệu? | Hình ảnh                                               |
| -------------------------------- | ---- | ---------------- | ------ | ------------------- | -------------------- | ------------------------------------------------------ |
| Bệnh viện Santa Cristina Somport |      | Aísa Khu khảo cổ |        | RI-55-0000853       | 07-03-2006           | Monasterio y Hospital de Santa Cristina · Upload image |

#### Alcalá de Gurrea
| Tên                             | Dạng    | Địa điểm         | Tọa độ | Số hồ sơ tham khảo? | Ngày nhận danh hiệu? | Hình ảnh     |
| ------------------------------- | ------- | ---------------- | ------ | ------------------- | -------------------- | ------------ |
| Nhà hoang Nuestra Señora Agudos | Di tích | Alcalá de Gurrea |        | RI-51-0004990       | 07-12-1983           | Upload image |

#### Alquézar
| Tên                                    | Dạng               | Địa điểm              | Tọa độ                                        | Số hồ sơ tham khảo? | Ngày nhận danh hiệu? | Hình ảnh                                        |
| -------------------------------------- | ------------------ | --------------------- | --------------------------------------------- | ------------------- | -------------------- | ----------------------------------------------- |
| Lâu đài Alquézar                       | Di tích            | Alquézar              |                                               | RI-51-0000637       | 03-06-1931           | Castillo de Alquézar · Upload image             |
| Colegiata Santa María Mayor (Alquézar) | Di tích            | Alquézar              | 42°10′20″B 0°01′41″Đ / 42,172268°B 0,027917°Đ | RI-51-0000638       | 03-06-1931           | Iglesia-colegiata de Santa María · Upload image |
| Covacho Palluala                       | Di tích            | Alquézar              |                                               | RI-51-0009361       | 15-11-1996           | Upload image                                    |
| Cueva Palomera                         | Di tích            | Alquézar              |                                               | RI-51-0009362       | 15-11-1996           | Upload image                                    |
| Chimiachas E                           | Di tích            | Alquézar              |                                               | RI-51-0009363       | 15-11-1996           | Upload image                                    |
| Chimiachas L                           | Di tích            | Alquézar              |                                               | RI-51-0009364       | 15-11-1996           | Upload image                                    |
| Malforà I                              | Di tích            | Alquézar              |                                               | RI-51-0009365       | 15-11-1996           | Upload image                                    |
| Malforà II                             | Di tích            | Alquézar              |                                               | RI-51-0009366       | 15-11-1996           | Upload image                                    |
| Malforà III                            | Di tích            | Alquézar              |                                               | RI-51-0009367       | 15-11-1996           | Upload image                                    |
| Viñamala I                             | Di tích            | Alquézar              |                                               | RI-51-0009368       | 15-11-1996           | Upload image                                    |
| Viñamala II                            | Di tích            | Alquézar              |                                               | RI-51-0009369       | 15-11-1996           | Upload image                                    |
| Viñamala III                           | Di tích            | Alquézar              |                                               | RI-51-0009370       | 15-11-1996           | Upload image                                    |
| Corral Gascona                         | Di tích            | Alquézar San Pelegrín |                                               | RI-51-0009371       | 15-11-1996           | Upload image                                    |
| Alquézar                               | Conjunto histórico | Alquézar              | 42°10′26″B 0°01′38″Đ / 42,173889°B 0,027222°Đ | RI-53-0000253       | 26-02-1982           | Upload image                                    |
| Quizàns I                              | Di tích            | Alquézar San Pelegrín |                                               | RI-51-0009372       | 15-11-1996           | Upload image                                    |
| Quinzàns II                            | Di tích            | Alquézar San Pelegrín |                                               | RI-51-0009373       | 15-11-1996           | Upload image                                    |

#### Ansó
| Tên  | Dạng                 | Địa điểm | Tọa độ                                    | Số hồ sơ tham khảo? | Ngày nhận danh hiệu? | Hình ảnh                               |
| ---- | -------------------- | -------- | ----------------------------------------- | ------------------- | -------------------- | -------------------------------------- |
| Ansó | Khu phức hợp lịch sử | Ansó     | 42°45′00″B 0°49′00″T / 42,75°B 0,816667°T | RI-53-0000606       | 07-03-2006           | Conjunto Histórico Ansó · Upload image |

#### Arén
| Tên                             | Dạng            | Địa điểm | Tọa độ | Số hồ sơ tham khảo? | Ngày nhận danh hiệu? | Hình ảnh                                                   |
| ------------------------------- | --------------- | -------- | ------ | ------------------- | -------------------- | ---------------------------------------------------------- |
| Khu vực icnitas dinosaurio Arén | Khu vực lịch sử | Arén     |        | RI-54-0000160       | 28-01-2003           | Yacimiento de icnitas de dinosaurio de Arén · Upload image |

#### Ayerbe
| Tên                     | Dạng    | Địa điểm | Tọa độ                                        | Số hồ sơ tham khảo? | Ngày nhận danh hiệu? | Hình ảnh                                   |
| ----------------------- | ------- | -------- | --------------------------------------------- | ------------------- | -------------------- | ------------------------------------------ |
| Tháp San Pedro (Ayerbe) | Di tích | Ayerbe   | 42°16′40″B 0°41′20″T / 42,277787°B 0,688965°T | RI-51-0000296       | 14-07-1924           | Torre de San Pedro (Ayerbe) · Upload image |
| Cung điện Ayerbe        | Di tích | Ayerbe   | 42°16′34″B 0°41′21″T / 42,27605°B 0,689209°T  | RI-51-0000635       | 03-06-1931           | Palacio de Ayerbe · Upload image           |

### B

#### Baldellou(Valldellou)
| Tên       | Dạng    | Địa điểm  | Tọa độ | Số hồ sơ tham khảo? | Ngày nhận danh hiệu? | Hình ảnh                 |
| --------- | ------- | --------- | ------ | ------------------- | -------------------- | ------------------------ |
| Les Coves | Di tích | Baldellou |        | RI-51-0009374       | 15-11-1996           | Les Coves · Upload image |

#### Barbastro
| Tên                                    | Dạng                  | Địa điểm               | Tọa độ                                        | Số hồ sơ tham khảo? | Ngày nhận danh hiệu? | Hình ảnh                                                           |
| -------------------------------------- | --------------------- | ---------------------- | --------------------------------------------- | ------------------- | -------------------- | ------------------------------------------------------------------ |
| Barbastro                              | Lịch sử và nghệ thuật | Barbastro              | 42°02′06″B 0°07′25″Đ / 42,035041°B 0,123514°Đ | RI-53-0000191       | 26-06-1975           | Upload image                                                       |
| Cung điện Argensola (Barbastro)        | Di tích               | Barbastro C. Argensola | 42°02′12″B 0°07′27″Đ / 42,036564°B 0,124122°Đ | RI-51-0001137       | 27-09-1943           | Upload image                                                       |
| Nhà thờ Santa María Asunción Barbastro | Di tích               | Barbastro              | 42°02′10″B 0°07′21″Đ / 42,036011°B 0,122514°Đ | RI-51-0000628       | 03-06-1931           | Catedral de Santa María de la Asunción de Barbastro · Upload image |

#### Bárcabo
| Tên                  | Dạng    | Địa điểm       | Tọa độ | Số hồ sơ tham khảo? | Ngày nhận danh hiệu? | Hình ảnh     |
| -------------------- | ------- | -------------- | ------ | ------------------- | -------------------- | ------------ |
| Cueva Peña Miel I    | Di tích | Bárcabo        |        | RI-51-0009376       | 15-11-1996           | Upload image |
| Cueva Peña Miel II   | Di tích | Bárcabo        |        | RI-51-0009377       | 15-11-1996           | Upload image |
| Hang Malifeto        | Di tích | Bárcabo Betorz |        | RI-51-0009378       | 15-11-1996           | Upload image |
| Barfaluy I           | Di tích | Bárcabo Lecina |        | RI-51-0009379       | 15-11-1996           | Upload image |
| Barfaluy II          | Di tích | Bárcabo Lecina |        | RI-51-0009380       | 15-11-1996           | Upload image |
| Barfaluy III         | Di tích | Bárcabo Lecina |        | RI-51-0009381       | 15-11-1996           | Upload image |
| Barfaluy IV          | Di tích | Bárcabo Lecina |        | RI-51-0009382       | 15-11-1996           | Upload image |
| Fajana Casabón       | Di tích | Bárcabo Lecina |        | RI-51-0009383       | 15-11-1996           | Upload image |
| Fajana Pera I        | Di tích | Bárcabo Lecina |        | RI-51-0009384       | 15-11-1996           | Upload image |
| Fajana Pera II       | Di tích | Bárcabo Lecina |        | RI-51-0009385       | 15-11-1996           | Upload image |
| Fajana Pera superior | Di tích | Bárcabo Lecina |        | RI-51-0009386       | 15-11-1996           | Upload image |
| Gallinero I          | Di tích | Bárcabo Lecina |        | RI-51-0009387       | 15-11-1996           | Upload image |
| Gallinero II         | Di tích | Bárcabo Lecina |        | RI-51-0009388       | 15-11-1996           | Upload image |
| Gallinero III A      | Di tích | Bárcabo Lecina |        | RI-51-0009389       | 15-11-1996           | Upload image |
| Gallinero III B      | Di tích | Bárcabo Lecina |        | RI-51-0009390       | 15-11-1996           | Upload image |
| Huerto Raso I        | Di tích | Bárcabo Lecina |        | RI-51-0009391       | 15-11-1996           | Upload image |
| Huerto Raso II       | Di tích | Bárcabo Lecina |        | RI-51-0009392       | 15-11-1996           | Upload image |
| Las Escaleretas      | Di tích | Bárcabo Lecina |        | RI-51-0009393       | 15-11-1996           | Upload image |
| Lecina superior      | Di tích | Bárcabo Lecina |        | RI-51-0009394       | 15-11-1996           | Upload image |

#### Benasque
| Tên            | Dạng            | Địa điểm | Tọa độ | Số hồ sơ tham khảo? | Ngày nhận danh hiệu? | Hình ảnh                         |
| -------------- | --------------- | -------- | ------ | ------------------- | -------------------- | -------------------------------- |
| Valle Benasque | Khu vực lịch sử | Benasque |        | RI-54-0000032       | 24-07-1970           | Valle de Benasque · Upload image |

#### Berbegal
| Tên                                  | Dạng                                      | Địa điểm | Tọa độ                                       | Số hồ sơ tham khảo? | Ngày nhận danh hiệu? | Hình ảnh                                                  |
| ------------------------------------ | ----------------------------------------- | -------- | -------------------------------------------- | ------------------- | -------------------- | --------------------------------------------------------- |
| Nhà thờ Parroquial Santa María Mayor | Di tích Kiến trúc tôn giáo Kiểu: Románico | Berbegal | 41°57′40″B 0°00′09″T / 41,96099°B 0,002613°T | RI-51-0004189       | 31-10-1975           | Iglesia Parroquial de Santa María la Mayor · Upload image |

#### Bierge
| Tên                     | Dạng    | Địa điểm                        | Tọa độ | Số hồ sơ tham khảo? | Ngày nhận danh hiệu? | Hình ảnh     |
| ----------------------- | ------- | ------------------------------- | ------ | ------------------- | -------------------- | ------------ |
| Nhà hoang San Fructuoso | Di tích | Bierge                          |        | RI-51-0000630       | 03-06-1931           | Upload image |
| Nhà trú tạm Arilla      | Di tích | Bierge Las Almunias de Rodellar |        | RI-51-0009395       | 15-11-1996           | Upload image |
| Nhà trú tạm Camino      | Di tích | Bierge Rodellar                 |        | RI-51-0009396       | 15-11-1996           | Upload image |
| Hang Andrebot           | Di tích | Bierge Rodellar                 |        | RI-51-0009397       | 15-11-1996           | Upload image |
| Hang Palencia           | Di tích | Bierge Rodellar                 |        | RI-51-0009398       | 15-11-1996           | Upload image |
| Mascún I                | Di tích | Bierge Rodellar                 |        | RI-51-0009399       | 15-11-1996           | Upload image |
| Mascún II               | Di tích | Bierge Rodellar                 |        | RI-51-0009400       | 15-11-1996           | Upload image |
| Mascún IV               | Di tích | Bierge Rodellar                 |        | RI-51-0009401       | 15-11-1996           | Upload image |
| Mascún V                | Di tích | Bierge Rodellar                 |        | RI-51-0009402       | 15-11-1996           | Upload image |
| Mascún III              | Di tích | Bierge Rodellar                 |        | RI-51-0009403       | 15-11-1996           | Upload image |

#### Biescas
| Tên                         | Dạng                                                          | Địa điểm                | Tọa độ                                        | Số hồ sơ tham khảo? | Ngày nhận danh hiệu? | Hình ảnh                                         |
| --------------------------- | ------------------------------------------------------------- | ----------------------- | --------------------------------------------- | ------------------- | -------------------- | ------------------------------------------------ |
| Nhà thờ San Bartolomé Gavín | Di tích                                                       | Biescas Gavín           |                                               | RI-51-0004737       | 12-11-1982           | Iglesia de San Bartolomé de Gavín · Upload image |
| Nhà thờ San Juan Busa       | Di tích                                                       | Biescas Busa (Huesca)   |                                               | RI-51-0004736       | 12-11-1982           | Iglesia de San Juan de Busa · Upload image       |
| Nhà thờ San Martín          | Di tích Kiến trúc tôn giáo Thời gian: Thế kỷ 10 đến Thế kỷ 16 | Biescas Oliván (Huesca) | 42°34′33″B 0°18′08″T / 42,575763°B 0,302265°T | RI-51-0004738       | 12-11-1982           | Iglesia de San Martín · Upload image             |
| Nhà thờ Santa Eulalia       | Di tích Kiến trúc tôn giáo Thời gian: Thế kỷ 11               | Biescas Orós Bajo       | 42°35′31″B 0°18′37″T / 42,591867°B 0,310397°T | RI-51-0004739       | 12-11-1982           | Iglesia de Santa Eulalia · Upload image          |
| Nhà thờ Santa Eulalia Susín | Di tích                                                       | Biescas Susín           |                                               | RI-51-0004744       | 12-11-1982           | Upload image                                     |
| Khu vực Tu viện San Pelay   |                                                               | Biescas Khu khảo cổ     |                                               | RI-55-0000906       | 18-11-2008           | Upload image                                     |

#### Boltaña
| Tên             | Dạng                                    | Địa điểm | Tọa độ                                        | Số hồ sơ tham khảo? | Ngày nhận danh hiệu? | Hình ảnh                           |
| --------------- | --------------------------------------- | -------- | --------------------------------------------- | ------------------- | -------------------- | ---------------------------------- |
| Lâu đài Boltaña | Di tích Kiến trúc quân sự Origen: Árabe | Boltaña  | 42°26′56″B 0°04′07″Đ / 42,449006°B 0,068711°Đ | Dec. genérica       | 22-04-1949           | Castillo de Boltaña · Upload image |

#### Borau
| Tên                       | Dạng    | Địa điểm     | Tọa độ                                        | Số hồ sơ tham khảo? | Ngày nhận danh hiệu? | Hình ảnh                                          |
| ------------------------- | ------- | ------------ | --------------------------------------------- | ------------------- | -------------------- | ------------------------------------------------- |
| Tu viện San Adrián Sasabe | Di tích | Borau Sasabe | 42°40′33″B 0°35′26″T / 42,675833°B 0,590694°T | RI-51-0001647       | 07-07-1965           | Monasterio de San Adrián de Sasabe · Upload image |

#### Broto
| Tên                              | Dạng    | Địa điểm     | Tọa độ | Số hồ sơ tham khảo? | Ngày nhận danh hiệu? | Hình ảnh                                       |
| -------------------------------- | ------- | ------------ | ------ | ------------------- | -------------------- | ---------------------------------------------- |
| Nhà thờ San Miguel Otal          | Di tích | Broto Otal   |        | RI-51-0004740       | 12-11-1982           | Iglesia de San Miguel de Otal · Upload image   |
| Nhà hoang San Bartolomé (Bergua) | Di tích | Broto Bergua |        | RI-51-0010861       | 02-10-2001           | Ermita de San Bartolomé (Broto) · Upload image |

### C

#### Canfranc
| Tên                                     | Dạng    | Địa điểm | Tọa độ                                        | Số hồ sơ tham khảo? | Ngày nhận danh hiệu? | Hình ảnh                                                      |
| --------------------------------------- | ------- | -------- | --------------------------------------------- | ------------------- | -------------------- | ------------------------------------------------------------- |
| Nhà thờ Nuestra Señora Pilar (Canfranc) | Di tích | Canfranc | 42°42′59″B 0°31′31″T / 42,716389°B 0,525278°T | RI-51-0012026       | 02-10-2007           | Iglesia de Nuestra Señora del Pilar (Canfranc) · Upload image |
| Trạm Internacional Canfranc             | Di tích | Canfranc | 42°45′02″B 0°30′53″T / 42,75065°B 0,5146°T    | RI-51-0007294       | 06-03-2002           | Estación Internacional de Canfranc · Upload image             |

#### Capella (Huesca)
| Tên             | Dạng    | Địa điểm         | Tọa độ | Số hồ sơ tham khảo? | Ngày nhận danh hiệu? | Hình ảnh                       |
| --------------- | ------- | ---------------- | ------ | ------------------- | -------------------- | ------------------------------ |
| Puente Románico | Di tích | Capella (Huesca) |        | RI-51-0010631       |                      | Puente Románico · Upload image |

#### Casbas de Huesca
| Tên            | Dạng    | Địa điểm                  | Tọa độ                                       | Số hồ sơ tham khảo? | Ngày nhận danh hiệu? | Hình ảnh                                                 |
| -------------- | ------- | ------------------------- | -------------------------------------------- | ------------------- | -------------------- | -------------------------------------------------------- |
| Chaves I       | Di tích | Casbas de Huesca Bastarás |                                              | RI-51-0009404       | 15-11-1996           | Upload image                                             |
| Chaves II      | Di tích | Casbas de Huesca Bastarás |                                              | RI-51-0009405       | 15-11-1996           | Upload image                                             |
| Chaves III     | Di tích | Casbas de Huesca Bastarás |                                              | RI-51-0009406       | 15-11-1996           | Upload image                                             |
| Tu viện Casbas | Di tích | Casbas de Huesca          | 42°09′24″B 0°08′24″T / 42,15654°B 0,140071°T | RI-51-0004395       | 16-11-1979           | Monasterio de Nuestra Señora de la Gloria · Upload image |

#### Castejón de Monegros
| Tên             | Dạng                     | Địa điểm             | Tọa độ | Số hồ sơ tham khảo? | Ngày nhận danh hiệu? | Hình ảnh                          |
| --------------- | ------------------------ | -------------------- | ------ | ------------------- | -------------------- | --------------------------------- |
| Acueducto Madre | Di tích Kiến trúc dân sự | Castejón de Monegros |        | RI-51-0011564       | 07-03-2006           | Acueducto La Madre · Upload image |

#### Castillonroy
| Tên      | Dạng    | Địa điểm     | Tọa độ | Số hồ sơ tham khảo? | Ngày nhận danh hiệu? | Hình ảnh     |
| -------- | ------- | ------------ | ------ | ------------------- | -------------------- | ------------ |
| Monderes | Di tích | Castillonroy |        | RI-51-0009375       | 15-11-1996           | Upload image |

#### Chalamera
| Tên                             | Dạng    | Địa điểm  | Tọa độ | Số hồ sơ tham khảo? | Ngày nhận danh hiệu? | Hình ảnh                                          |
| ------------------------------- | ------- | --------- | ------ | ------------------- | -------------------- | ------------------------------------------------- |
| Nhà hoang Santa María Chalamera | Di tích | Chalamera |        | RI-51-0004224       | 18-03-1976           | Ermita de Santa María de Chalamera · Upload image |

#### Colungo
| Tên                             | Dạng    | Địa điểm               | Tọa độ | Số hồ sơ tham khảo? | Ngày nhận danh hiệu? | Hình ảnh     |
| ------------------------------- | ------- | ---------------------- | ------ | ------------------- | -------------------- | ------------ |
| Argantín I                      | Di tích | Colungo                |        | RI-51-0009407       | 15-11-1996           | Upload image |
| Argantín II                     | Di tích | Colungo                |        | RI-51-0009408       | 15-11-1996           | Upload image |
| Artica Campo                    | Di tích | Colungo                |        | RI-51-0009409       | 15-11-1996           | Upload image |
| Ereta Litonares (Litonares E 4) | Di tích | Colungo                |        | RI-51-0009410       | 15-11-1996           | Upload image |
| Muriecho E1                     | Di tích | Colungo                |        | RI-51-0009411       | 15-11-1996           | Upload image |
| Muriecho E2                     | Di tích | Colungo                |        | RI-51-0009412       | 15-11-1996           | Upload image |
| Muriecho E3                     | Di tích | Colungo                |        | RI-51-0009413       | 15-11-1996           | Upload image |
| Muriecho L                      | Di tích | Colungo                |        | RI-51-0009414       | 15-11-1996           | Upload image |
| Arpán E 1                       | Di tích | Colungo Asque (España) |        | RI-51-0009415       | 15-11-1996           | Upload image |
| Arpán E 2                       | Di tích | Colungo Asque (España) |        | RI-51-0009416       | 15-11-1996           | Upload image |
| Arpán L                         | Di tích | Colungo Asque (España) |        | RI-51-0009417       | 15-11-1996           | Upload image |
| Hangfuente Trucho               | Di tích | Colungo Asque (España) |        | RI-51-0009418       | 15-11-1996           | Upload image |
| Hang Regacens                   | Di tích | Colungo Asque (España) |        | RI-51-0009419       | 15-11-1996           | Upload image |
| Litonares L1                    | Di tích | Colungo Asque (España) |        | RI-51-0009420       | 15-11-1996           | Upload image |
| Litonares L2                    | Di tích | Colungo Asque (España) |        | RI-51-0009421       | 15-11-1996           | Upload image |
| Litonares E 4                   | Di tích | Colungo Asque (España) |        | RI-51-0009422       | 15-11-1996           | Upload image |
| Litonares L                     | Di tích | Colungo Asque (España) |        | RI-51-0009423       | 15-11-1996           | Upload image |
| Mallata B1                      | Di tích | Colungo Asque (España) |        | RI-51-0009424       | 15-11-1996           | Upload image |
| Mallata B 2                     | Di tích | Colungo Asque (España) |        | RI-51-0009425       | 15-11-1996           | Upload image |
| Mallata C                       | Di tích | Colungo Asque (España) |        | RI-51-0009426       | 15-11-1996           | Upload image |
| Mallata 1                       | Di tích | Colungo Asque (España) |        | RI-51-0009427       | 15-11-1996           | Upload image |
| Mallata II                      | Di tích | Colungo Asque (España) |        | RI-51-0009428       | 15-11-1996           | Upload image |
| Mallata III                     | Di tích | Colungo Asque (España) |        | RI-51-0009429       | 15-11-1996           | Upload image |
| Mallata IV                      | Di tích | Colungo Asque (España) |        | RI-51-0009430       | 15-11-1996           | Upload image |
| Litonares E 3                   | Di tích | Colungo                |        | RI-51-0010617       | 24-04-2001           | Upload image |
| Litonares E 5                   | Di tích | Colungo                |        | RI-51-0010618       | 24-04-2001           | Upload image |
| Litonares E 6                   | Di tích | Colungo                |        | RI-51-0010619       | 24-04-2001           | Upload image |
| Os Arrueyos                     | Di tích | Colungo                |        | RI-51-0010620       | 24-04-2001           | Upload image |

### E

#### El Pueyo de Araguás
| Tên                        | Dạng                                                                       | Địa điểm                        | Tọa độ                                        | Số hồ sơ tham khảo? | Ngày nhận danh hiệu? | Hình ảnh                                        |
| -------------------------- | -------------------------------------------------------------------------- | ------------------------------- | --------------------------------------------- | ------------------- | -------------------- | ----------------------------------------------- |
| Real Tu viện San Victorián | Di tích Kiến trúc tôn giáo Kiến trúc: Kiến trúc Roman và Kiến trúc Baroque | El Pueyo de Araguás Los Molinos | 42°27′26″B 0°13′17″Đ / 42,457329°B 0,221345°Đ | RI-51-0010880       | 06-03-2002           | Real Monasterio de San Victorián · Upload image |

#### Estadilla
| Tên                             | Dạng    | Địa điểm  | Tọa độ | Số hồ sơ tham khảo? | Ngày nhận danh hiệu? | Hình ảnh     |
| ------------------------------- | ------- | --------- | ------ | ------------------- | -------------------- | ------------ |
| Forau Cocho (Sierra Carrodilla) | Di tích | Estadilla |        | RI-51-0009431       | 15-11-1996           | Upload image |
| Coveta Engardaixo               | Di tích | Estadilla |        | RI-51-0010621       | 24-04-2001           | Upload image |

### F

#### Fanlo
| Tên                         | Dạng    | Địa điểm               | Tọa độ | Số hồ sơ tham khảo? | Ngày nhận danh hiệu? | Hình ảnh                                        |
| --------------------------- | ------- | ---------------------- | ------ | ------------------- | -------------------- | ----------------------------------------------- |
| Nhà hoang San Úrbez (Fanlo) | Di tích | Fanlo Cañón de Añisclo |        | RI-51-0009432       | 15-11-1996           | Abrigo de la Ermita de San Úrbez · Upload image |

#### Fiscal (Huesca)
| Tên         | Dạng    | Địa điểm        | Tọa độ | Số hồ sơ tham khảo? | Ngày nhận danh hiệu? | Hình ảnh                       |
| ----------- | ------- | --------------- | ------ | ------------------- | -------------------- | ------------------------------ |
| Tháp Fiscal | Di tích | Fiscal (Huesca) |        | RI-51-0010863       | 02-10-2001           | Torre de Fiscal · Upload image |

#### Fonz
| Tên                                            | Dạng    | Địa điểm         | Tọa độ                                        | Số hồ sơ tham khảo? | Ngày nhận danh hiệu? | Hình ảnh                            |
| ---------------------------------------------- | ------- | ---------------- | --------------------------------------------- | ------------------- | -------------------- | ----------------------------------- |
| Ayuntamiento Fonz Antiguo Cung điện Arzobispal | Di tích | Fonz Plaza Mayor | 42°00′40″B 0°15′29″Đ / 42,011209°B 0,258149°Đ | RI-51-0004223       | 18-03-1976           | Ayuntamiento de Fonz · Upload image |

### G

#### Graus
| Tên                                          | Dạng                                      | Địa điểm            | Tọa độ                                        | Số hồ sơ tham khảo? | Ngày nhận danh hiệu? | Hình ảnh                                                               |
| -------------------------------------------- | ----------------------------------------- | ------------------- | --------------------------------------------- | ------------------- | -------------------- | ---------------------------------------------------------------------- |
| Nhà hoang San Antón (Pano) (Ermita San Juan) | Di tích Kiến trúc tôn giáo Kiểu: Románico | Graus Pano (Huesca) | 42°15′29″B 0°17′04″Đ / 42,25792°B 0,284444°Đ  | RI-51-0004986       | 30-11-1983           | Ermita de San Antón · Upload image                                     |
| Graus và Santuario Nuestra Señora Peña       | Lịch sử và nghệ thuật                     | Graus               | 42°11′26″B 0°20′18″Đ / 42,190556°B 0,338333°Đ | RI-53-0000198       | 07-11-1975           | Villa de Graus y Santuario de Nuestra Señora de la Peña · Upload image |

### H

#### Huesca
| Tên                                          | Dạng                                            | Địa điểm                          | Tọa độ                                        | Số hồ sơ tham khảo? | Ngày nhận danh hiệu? | Hình ảnh                                                        |
| -------------------------------------------- | ----------------------------------------------- | --------------------------------- | --------------------------------------------- | ------------------- | -------------------- | --------------------------------------------------------------- |
| Lưu trữ lịch sử Provincial Huesca            | Archivo                                         | Huesca Calle Canellas, 2          | 42°08′22″B 0°24′19″Đ / 42,1395°B 0,4052°Đ     | RI-AR-0000005       | 02-04-1997           | Upload image                                                    |
| Thư viện Pública Estado Huesca               | Thư viện                                        | Huesca Avenida Pirineos, 2        | 42°08′34″B 0°25′01″Đ / 42,1427°B 0,4169°Đ     | RI-BI-0000003       | 12/03/1997           | Upload image                                                    |
| Huesca                                       | Khu phức hợp lịch sử artístico                  | Huesca                            | 42°08′17″B 0°24′26″Đ / 42,138117°B 0,407219°Đ | RI-53-0000127       | 24-06-1971           | Casco Antiguo de la Ciudad de Huesca · Upload image             |
| Tháp và Nhà thờ San Miguel                   | Di tích Kiến trúc tôn giáo Kiểu: Tardorrománico | Huesca                            | 42°08′39″B 0°24′38″T / 42,144133°B 0,410483°T | RI-51-0003894       | 08-11-1972           | Torre e Iglesia de San Miguel · Upload image                    |
| Mộ Loreto (Huesca)                           | Di tích                                         | Huesca                            | 42°07′54″B 0°27′11″T / 42,131665°B 0,453143°T | RI-51-0004222       | 18-03-1976           | Santuario de Loreto · Upload image                              |
| Nhà thờ Santo Domingo và San Martín (Huesca) | Di tích                                         | Huesca RI-51-0011233              | 42°08′21″B 0°24′15″T / 42,139151°B 0,404209°T | RI-51-0011233       | 29-03-2005           | Iglesia de Santo Domingo y San Martín · Upload image            |
| Círculo Oscense                              | Di tích                                         | Huesca Plaza Navarra              | 42°08′10″B 0°24′34″T / 42,136147°B 0,409438°T | RI-51-0012066       | 02-10-2007           | Círculo Oscense o Casino · Upload image                         |
| Tu viện San Pedro Viejo                      | Di tích                                         | Huesca                            | 42°08′17″B 0°24′26″T / 42,138117°B 0,407219°T | RI-51-0000049       | 18-04-1885           | Claustro y Templo de San Pedro El Viejo · Upload image          |
| Nhà thờ chính tòa Huesca                     | Di tích                                         | Huesca                            | 42°08′27″B 0°24′31″T / 42,140833°B 0,408611°T | RI-51-0000626       | 03-06-1931           | Iglesia-catedral de la Transfiguración del Señor · Upload image |
| Bảo tàng Khảo cổ Provincial Huesca           | Di tích                                         | Huesca Plaza de la Universidad, 1 | 42°08′32″B 0°24′31″T / 42,142101°B 0,408593°T | RI-51-0000644       | 03-06-1931           | Museo Arqueológico de Huesca · Upload image                     |
| Mộ Nuestra Señora Salas                      | Di tích                                         | Huesca                            | 42°07′43″B 0°23′25″T / 42,128537°B 0,390337°T | RI-51-0001237       | 01-06-1951           | Santuario de Nuestra Señora de Salas · Upload image             |

### I

#### Ibieca
| Tên                      | Dạng    | Địa điểm | Tọa độ                                        | Số hồ sơ tham khảo? | Ngày nhận danh hiệu? | Hình ảnh                                                                    |
| ------------------------ | ------- | -------- | --------------------------------------------- | ------------------- | -------------------- | --------------------------------------------------------------------------- |
| Nhà thờ San Miguel Foces | Di tích | Ibieca   | 42°08′49″B 0°12′11″T / 42,147059°B 0,203086°T | RI-51-0000143-00001 |                      | Delimitación de entorno de la Iglesia de San Miguel de Foces · Upload image |
| Nhà thờ San Miguel Foces | Di tích | Ibieca   | 42°08′49″B 0°12′11″T / 42,147059°B 0,203086°T | RI-51-0000143       | 23-03-1916           | Iglesia de San Miguel de Foces · Upload image                               |

#### Isábena
| Tên                              | Dạng               | Địa điểm                | Tọa độ                                        | Số hồ sơ tham khảo? | Ngày nhận danh hiệu? | Hình ảnh                                                  |
| -------------------------------- | ------------------ | ----------------------- | --------------------------------------------- | ------------------- | -------------------- | --------------------------------------------------------- |
| Roda Isábena                     | Conjunto histórico | Isábena                 | 42°17′29″B 0°31′43″Đ / 42,291389°B 0,528611°Đ | RI-53-0000373       | 30-09-1988           | Upload image                                              |
| Nhà thờ San Vicente Roda Isábena | Di tích            | Isábena Roda de Isábena | 42°18′09″B 0°32′33″Đ / 42,3025°B 0,5425°Đ     | RI-51-0000263       | 17-01-1924           | Catedral de San Vicente de Roda de Isábena · Upload image |

### J

#### Jaca
| Tên                                                           | Dạng                                                                | Địa điểm                    | Tọa độ                                        | Số hồ sơ tham khảo? | Ngày nhận danh hiệu? | Hình ảnh                                                 |
| ------------------------------------------------------------- | ------------------------------------------------------------------- | --------------------------- | --------------------------------------------- | ------------------- | -------------------- | -------------------------------------------------------- |
| Nhà thờ chính tòa Jaca                                        | Di tích                                                             | Jaca                        | 42°34′01″B 0°33′00″T / 42,566944°B 0,55°T     | RI-51-0000627       | 03-06-1931           | Catedral de San Pedro de Jaca · Upload image             |
| Ciudadela Jaca                                                | Di tích                                                             | Jaca                        | 42°34′20″B 0°33′10″T / 42,572222°B 0,552778°T | RI-51-0001240       | 28-06-1951           | Ciudadela de Jaca · Upload image                         |
| Tu viện Santa María Iguácel Nơi hẻo lánh Virgen Garcipollera. | Di tích                                                             | Jaca Larrosa                |                                               | RI-51-0006912       | 08-06-1990           | Ermita de Santa María de Iguácel · Upload image          |
| Nhà thờ San Andrés (Jaca)                                     | Di tích                                                             | Jaca                        |                                               | RI-51-0010877       | 06-03-2002           | Upload image                                             |
| Nhà thờ San Fructuoso (Barós)                                 | Di tích Kiến trúc tôn giáo Kiểu: Arte Románico Thời gian: Thế kỷ 12 | Jaca Barós                  | 42°32′47″B 0°31′36″T / 42,546429°B 0,52673°T  | RI-51-0010876       | 06-03-2002           | Iglesia de San Fructuoso · Upload image                  |
| Tu viện San Juan Peña                                         | Di tích Kiến trúc tôn giáo Tu viện                                  | Jaca Santa Cruz de la Serós | 42°30′28″B 0°40′23″T / 42,507693°B 0,673112°T | RI-51-0000058       | 13-06-1889           | Monasterio Antiguo de San Juan de la Peña · Upload image |
| Tu viện Moderno San Juan Peña                                 | Di tích Kiến trúc tôn giáo Tu viện                                  | Jaca                        | 42°30′29″B 0°39′58″T / 42,508094°B 0,666094°T | RI-51-0000256       | 09-08-1923           | Monasterio Moderno de San Juan de la Peña · Upload image |
| Puente San Miguel                                             | Di tích Cầu                                                         | Jaca                        | 42°34′27″B 0°33′45″T / 42,574209°B 0,562374°T | RI-51-0001138       | 27-09-1943           | Upload image                                             |

### L

#### La Fueva
| Tên                                      | Dạng    | Địa điểm              | Tọa độ | Số hồ sơ tham khảo?   | Ngày nhận danh hiệu? | Hình ảnh                                            |
| ---------------------------------------- | ------- | --------------------- | ------ | --------------------- | -------------------- | --------------------------------------------------- |
| Nhà Mur (Aluján) Lâu đài Cung điện Luján | Di tích | La Fueva Aluján       |        | 1-INM-HUE-003-113-080 | 17/04/2006           | Casa Mur · Upload image                             |
| Recinto amurallado Muro Roda             | Di tích | La Fueva Muro de Roda |        | RI-51-0004334         | 02-02-1979           | Iglesia y muralla del Tozal del Muro · Upload image |

#### La Puebla de Castro
| Tên                        | Dạng                                      | Địa điểm                   | Tọa độ                                        | Số hồ sơ tham khảo? | Ngày nhận danh hiệu? | Hình ảnh                                     |
| -------------------------- | ----------------------------------------- | -------------------------- | --------------------------------------------- | ------------------- | -------------------- | -------------------------------------------- |
| Remosillo                  | Di tích                                   | La Puebla de Castro        |                                               | RI-51-0009435       | 15-11-1996           | Upload image                                 |
| Nhà thờ Románica San Román | Di tích Kiến trúc tôn giáo Kiểu: Románico | La Puebla de Castro Castro | 42°07′30″B 0°18′06″Đ / 42,124906°B 0,301625°Đ | RI-51-0001158       | 28-07-1944           | Iglesia Románica de San Román · Upload image |
| Labitolosa                 | Khu khảo cổ Ciudad romana                 | La Puebla de Castro        | 42°08′45″B 0°18′00″Đ / 42,14593°B 0,299986°Đ  | RI-55-0000519       | 31-03-1998           | Labitolosa · Upload image                    |

#### La Sotonera
| Tên                                 | Dạng    | Địa điểm          | Tọa độ                                        | Số hồ sơ tham khảo? | Ngày nhận danh hiệu? | Hình ảnh                                                 |
| ----------------------------------- | ------- | ----------------- | --------------------------------------------- | ------------------- | -------------------- | -------------------------------------------------------- |
| Colegiata Santa María Mayor (Bolea) | Di tích | La Sotonera Bolea | 42°15′29″B 0°33′08″T / 42,258045°B 0,552247°T | RI-51-0004813       | 23-02-1983           | Colegiata de Santa María la Mayor (Bolea) · Upload image |

#### Labuerda
| Tên                            | Dạng    | Địa điểm | Tọa độ | Số hồ sơ tham khảo? | Ngày nhận danh hiệu? | Hình ảnh                                         |
| ------------------------------ | ------- | -------- | ------ | ------------------- | -------------------- | ------------------------------------------------ |
| Nhà thờ San Vicente (Labuerda) | Di tích | Labuerda |        | RI-51-0010881       | 06-03-2002           | Iglesia de San Vicente (Labuerda) · Upload image |

#### Las Peñas de Riglos
| Tên                                 | Dạng    | Địa điểm                  | Tọa độ                                        | Số hồ sơ tham khảo? | Ngày nhận danh hiệu? | Hình ảnh                                           |
| ----------------------------------- | ------- | ------------------------- | --------------------------------------------- | ------------------- | -------------------- | -------------------------------------------------- |
| Nhà hoang San Juan Bautista (Rasal) | Di tích | Las Peñas de Riglos Rasal | 42°22′30″B 0°36′01″T / 42,374996°B 0,600316°T | RI-51-0004407       | 31-01-1980           | Ermita de San Juan Bautista (Rasal) · Upload image |

#### Loarre
| Tên                          | Dạng    | Địa điểm | Tọa độ                                        | Số hồ sơ tham khảo? | Ngày nhận danh hiệu? | Hình ảnh                                       |
| ---------------------------- | ------- | -------- | --------------------------------------------- | ------------------- | -------------------- | ---------------------------------------------- |
| Nhà thờ San Esteban (Loarre) | Di tích | Loarre   | 42°18′49″B 0°37′33″T / 42,313742°B 0,625887°T | RI-51-0004396       | 23-11-1979           | Iglesia de San Esteban (Loarre) · Upload image |
| Lâu đài Loarre               | Di tích | Loarre   | 42°19′32″B 0°36′43″T / 42,325556°B 0,611944°T | RI-51-0000089       | 05-03-1906           | Castillo de Loarre · Upload image              |

#### Loporzano
| Tên                | Dạng                                    | Địa điểm            | Tọa độ                                        | Số hồ sơ tham khảo? | Ngày nhận danh hiệu? | Hình ảnh                             |
| ------------------ | --------------------------------------- | ------------------- | --------------------------------------------- | ------------------- | -------------------- | ------------------------------------ |
| Nhà thờ San Miguel | Di tích Kiến trúc tôn giáo Nơi hẻo lánh | Loporzano Barluenga | 42°12′01″B 0°20′26″T / 42,200356°B 0,340632°T | RI-51-0000631       | 03-06-1931           | Iglesia de San Miguel · Upload image |

### M

#### Monflorite-Lascasas
| Tên                                           | Dạng                       | Địa điểm                       | Tọa độ                                        | Số hồ sơ tham khảo? | Ngày nhận danh hiệu? | Hình ảnh                                                            |
| --------------------------------------------- | -------------------------- | ------------------------------ | --------------------------------------------- | ------------------- | -------------------- | ------------------------------------------------------------------- |
| Nhà hoang Nuestra Señora Dolores (Monflorite) | Di tích Kiến trúc tôn giáo | Monflorite-Lascasas Monflorite | 42°05′46″B 0°22′02″T / 42,096002°B 0,367086°T | RI-51-0010879       | 06-03-2002           | Ermita de Nuestra Señora de los Dolores (Monflorite) · Upload image |

#### Monzón
| Tên                                | Dạng                                                                                              | Địa điểm | Tọa độ                                      | Số hồ sơ tham khảo? | Ngày nhận danh hiệu? | Hình ảnh                                                     |
| ---------------------------------- | ------------------------------------------------------------------------------------------------- | -------- | ------------------------------------------- | ------------------- | -------------------- | ------------------------------------------------------------ |
| Nhà thờ Santa María Romeral Monzón | Di tích Kiến trúc tôn giáo Kiểu: Kiến trúc Roman, Mudéjar, Kiến trúc Baroque Thời gian: Thế kỷ 12 | Monzón   | 41°54′37″B 0°11′40″Đ / 41,91028°B 0,19444°Đ | RI-51-0008279       | 03-11-1993           | Catedral de Santa María del Romeral de Monzón · Upload image |

### N

#### Naval (Huesca)
| Tên                      | Dạng    | Địa điểm       | Tọa độ | Số hồ sơ tham khảo? | Ngày nhận danh hiệu? | Hình ảnh     |
| ------------------------ | ------- | -------------- | ------ | ------------------- | -------------------- | ------------ |
| Nhà thờ Parroquial Naval | Di tích | Naval (Huesca) |        | RI-51-0004882       | 23-05-1983           | Upload image |

#### Nueno
| Tên                                   | Dạng    | Địa điểm                       | Tọa độ                                       | Số hồ sơ tham khảo? | Ngày nhận danh hiệu? | Hình ảnh                                                |
| ------------------------------------- | ------- | ------------------------------ | -------------------------------------------- | ------------------- | -------------------- | ------------------------------------------------------- |
| Mộ San Úrbez (Nueno)                  | Di tích | Nueno                          |                                              | RI-51-0010862       | 02-10-2001           | Upload image                                            |
| Nhà thờ Parroquial San Martín (Nueno) | Di tích | Nueno Belsué                   | 42°15′57″B 0°26′24″T / 42,26589°B 0,439954°T | RI-51-0010864       | 02-10-2001           | Iglesia Parroquial de San Martín (Nueno) · Upload image |
| Nhà trú tạm San Eulalia Peña Raja L   | Di tích | Nueno Santa Eulalia de la Peña |                                              | RI-51-0009434       | 15-11-1996           | Upload image                                            |
| Raja E                                | Di tích | Nueno                          |                                              | RI-51-0010622       | 24-04-2001           | Upload image                                            |

### P

#### Panticosa
| Tên                                         | Dạng                 | Địa điểm  | Tọa độ                                        | Số hồ sơ tham khảo? | Ngày nhận danh hiệu? | Hình ảnh                                                            |
| ------------------------------------------- | -------------------- | --------- | --------------------------------------------- | ------------------- | -------------------- | ------------------------------------------------------------------- |
| Baños Panticosa                             | Khu phức hợp lịch sử | Panticosa | 42°45′36″B 0°14′00″T / 42,760109°B 0,233289°T | RI-53-0000439       | 21-06-1994           | Baños de Panticosa · Upload image                                   |
| Nhà thờ Asunción Nuestra Señora (Panticosa) | Di tích              | Panticosa |                                               | RI-51-0010883       |                      | Iglesia de la Asunción de Nuestra Señora (Panticosa) · Upload image |

#### Peralta de Alcofea
| Tên                                  | Dạng    | Địa điểm           | Tọa độ | Số hồ sơ tham khảo? | Ngày nhận danh hiệu? | Hình ảnh     |
| ------------------------------------ | ------- | ------------------ | ------ | ------------------- | -------------------- | ------------ |
| Nhà thờ Parroquial (Peralta Alcofea) | Di tích | Peralta de Alcofea |        | RI-51-0004875       | 11-05-1983           | Upload image |

#### Peralta de Calasanz
| Tên                 | Dạng            | Địa điểm                              | Tọa độ | Số hồ sơ tham khảo? | Ngày nhận danh hiệu? | Hình ảnh                                    |
| ------------------- | --------------- | ------------------------------------- | ------ | ------------------- | -------------------- | ------------------------------------------- |
| Salinas Peralta Sal | Khu vực lịch sử | Peralta de Calasanz Peralta de la Sal |        | RI-54-0000221-00001 | 29-06-2007           | Salinas de Peralta de la Sal · Upload image |

#### Pertusa
| Tên                            | Dạng    | Địa điểm | Tọa độ | Số hồ sơ tham khảo? | Ngày nhận danh hiệu? | Hình ảnh     |
| ------------------------------ | ------- | -------- | ------ | ------------------- | -------------------- | ------------ |
| Tháp Tu viện Cripta và Nhà thờ | Di tích | Pertusa  |        | RI-51-0004562       | 15-01-1982           | Upload image |

### Q

#### Quicena
| Tên                 | Dạng    | Địa điểm            | Tọa độ                                      | Số hồ sơ tham khảo? | Ngày nhận danh hiệu? | Hình ảnh                               |
| ------------------- | ------- | ------------------- | ------------------------------------------- | ------------------- | -------------------- | -------------------------------------- |
| Lâu đài Montearagón | Di tích | Quicena Montearagón | 42°09′13″B 0°20′39″T / 42,1535°B 0,344186°T | RI-51-0000636       | 03-06-1931           | Castillo de Montearagón · Upload image |

### S

#### Sabiñánigo
| Tên                                | Dạng                                                                             | Địa điểm                | Tọa độ                                        | Số hồ sơ tham khảo? | Ngày nhận danh hiệu? | Hình ảnh                                               |
| ---------------------------------- | -------------------------------------------------------------------------------- | ----------------------- | --------------------------------------------- | ------------------- | -------------------- | ------------------------------------------------------ |
| Sabiñánigo                         | Conjunto histórico artístico                                                     | Sabiñanigo              | 42°31′11″B 0°21′54″Đ / 42,519695°B 0,365079°Đ | RI-53-0000276       | 15-12-1982           | Upload image                                           |
| Nhà thờ Arto                       | Di tích Kiến trúc tôn giáo                                                       | Sabiñánigo Arto         | 42°27′05″B 0°24′49″T / 42,451418°B 0,413728°T | RI-51-0004734       | 12-11-1982           | Iglesia de Arto · Upload image                         |
| Nhà thờ Santa María Isún Basa      | Di tích Kiến trúc tôn giáo                                                       | Sabiñánigo Isún de Basa | 42°30′40″B 0°18′35″T / 42,511113°B 0,309611°T | RI-51-0004743       | 12-11-1982           | Iglesia de Santa María de Isún de Basa · Upload image  |
| Nhà thờ Mozárabe San Pedro Lasieso | Di tích                                                                          | Sabiñánigo Lasieso      |                                               | RI-51-0004735       | 12-11-1982           | Upload image                                           |
| Nhà thờ San Martín Ordovés         | Di tích                                                                          | Sabiñánigo Ordovés      |                                               | RI-51-0004741       | 12-11-1982           | Upload image                                           |
| Nhà thờ Mozárabe San Andrés Satué  | Di tích                                                                          | Sabiñánigo Satué        |                                               | RI-51-0004742       | 12-11-1982           | Iglesia Mozárabe de San Andrés de Satué · Upload image |
| Nhà thờ San Pedro (Lárrede)        | Di tích Kiến trúc tôn giáo Kiểu: Mozárabe, Arte prerrománico o Románico aragonés | Sabiñánigo Lárrede      | 42°33′14″B 0°19′05″T / 42,553863°B 0,318125°T | RI-51-0000634       | 03-06-1931           | Iglesia de San Pedro (Lárrede) · Upload image          |
| Tháp vigía                         | Di tích Kiến trúc phòng thủ                                                      | Sabiñánigo Lárrede      | 42°33′09″B 0°18′47″T / 42,5526°B 0,313115°T   | Dec. genérica       | 22-04-1949           | Torre vigía · Upload image                             |

#### Sallent de Gállego
| Tên                                               | Dạng                                           | Địa điểm           | Tọa độ                                        | Số hồ sơ tham khảo? | Ngày nhận danh hiệu? | Hình ảnh                                                |
| ------------------------------------------------- | ---------------------------------------------- | ------------------ | --------------------------------------------- | ------------------- | -------------------- | ------------------------------------------------------- |
| Nhà thờ Nuestra Señora Asunción (Sallent Gállego) | Di tích Kiến trúc tôn giáo Kiểu: Gótico tardío | Sallent de Gállego | 42°46′20″B 0°19′58″T / 42,772275°B 0,332872°T | RI-51-0010865       | 06-11-2001           | Iglesia de Nuestra Señora de la Asunción · Upload image |

#### Santa Cruz de la Serós
| Tên                         | Dạng    | Địa điểm               | Tọa độ                                        | Số hồ sơ tham khảo? | Ngày nhận danh hiệu? | Hình ảnh                                         |
| --------------------------- | ------- | ---------------------- | --------------------------------------------- | ------------------- | -------------------- | ------------------------------------------------ |
| Nhà thờ San Caprasio        | Di tích | Santa Cruz de la Serós | 42°31′25″B 0°40′30″T / 42,523672°B 0,674908°T | RI-51-0011127       | 30-11-2004           | Iglesia de San Caprasio · Upload image           |
| Nhà thờ Tu viện Santa María | Di tích | Santa Cruz de la Serós | 42°31′25″B 0°40′26″T / 42,523653°B 0,673873°T | RI-51-0001074       | 13-11-1931           | Iglesia Monasterio de Santa María · Upload image |

#### Sariñena
| Tên                            | Dạng                 | Địa điểm | Tọa độ                          | Số hồ sơ tham khảo? | Ngày nhận danh hiệu? | Hình ảnh                                                |
| ------------------------------ | -------------------- | -------- | ------------------------------- | ------------------- | -------------------- | ------------------------------------------------------- |
| Cartuja Nuestra Señora Fuentes | Khu phức hợp lịch sử | Sariñena | 41°44′B 0°17′T / 41,74°B 0,29°T | RI-53-0010882       | 19-02-2002           | Cartuja de Nuestra Señora de las Fuentes · Upload image |

#### Siétamo
| Tên                         | Dạng    | Địa điểm      | Tọa độ                                        | Số hồ sơ tham khảo? | Ngày nhận danh hiệu? | Hình ảnh                                                          |
| --------------------------- | ------- | ------------- | --------------------------------------------- | ------------------- | -------------------- | ----------------------------------------------------------------- |
| Nhà hoang Santa María Monte | Di tích | Siétamo Liesa | 42°08′25″B 0°12′37″T / 42,140329°B 0,210175°T | RI-51-0000632-00001 |                      | Delimitación de la Ermita de Santa María del Monte · Upload image |
| Nhà hoang Santa María Monte | Di tích | Siétamo Liesa | 42°08′25″B 0°12′37″T / 42,140329°B 0,210175°T | RI-51-0000632       | 03-06-1931           | Ermita de Santa María del Monte · Upload image                    |

#### Sopeira
| Tên                       | Dạng    | Địa điểm | Tọa độ                                       | Số hồ sơ tham khảo? | Ngày nhận danh hiệu? | Hình ảnh                                               |
| ------------------------- | ------- | -------- | -------------------------------------------- | ------------------- | -------------------- | ------------------------------------------------------ |
| Tu viện Santa María Alaón | Di tích | Sopeira  | 42°19′05″B 0°44′59″Đ / 42,31815°B 0,749722°Đ | RI-51-0000629       | 03-06-1931           | Real Monasterio de Santa María de Alaón · Upload image |

### T

#### Tamarite de Litera
| Tên                       | Dạng                               | Địa điểm           | Tọa độ                                        | Số hồ sơ tham khảo? | Ngày nhận danh hiệu? | Hình ảnh                                       |
| ------------------------- | ---------------------------------- | ------------------ | --------------------------------------------- | ------------------- | -------------------- | ---------------------------------------------- |
| Nhà thờ Santa María Mayor | Di tích Kiến trúc tôn giáo Nhà thờ | Tamarite de Litera | 41°52′14″B 0°25′20″Đ / 41,870543°B 0,422249°Đ | RI-51-0000643       | 03-06-1931           | Iglesia de Santa María la Mayor · Upload image |

#### Tella-Sin
| Tên          | Dạng    | Địa điểm               | Tọa độ | Số hồ sơ tham khảo? | Ngày nhận danh hiệu? | Hình ảnh     |
| ------------ | ------- | ---------------------- | ------ | ------------------- | -------------------- | ------------ |
| Hang Revilla | Di tích | Tella-Sin Sin (Huesca) |        | RI-51-0009436       | 15-11-1996           | Upload image |

#### Tolva (Huesca)
| Tên                         | Dạng                       | Địa điểm    | Tọa độ                                        | Số hồ sơ tham khảo? | Ngày nhận danh hiệu? | Hình ảnh                                         |
| --------------------------- | -------------------------- | ----------- | --------------------------------------------- | ------------------- | -------------------- | ------------------------------------------------ |
| Nhà thờ San Cristóbal Luzás | Di tích Kiến trúc tôn giáo | Tolva Luzás | 42°09′20″B 0°34′36″Đ / 42,155543°B 0,576745°Đ | RI-51-0004418       | 07-03-1980           | Iglesia de San Cristóbal de Luzás · Upload image |

#### Torralba de Aragón
| Tên                                 | Dạng    | Địa điểm                               | Tọa độ                                       | Số hồ sơ tham khảo? | Ngày nhận danh hiệu? | Hình ảnh     |
| ----------------------------------- | ------- | -------------------------------------- | -------------------------------------------- | ------------------- | -------------------- | ------------ |
| Nhà thờ San Pedro (Torralba Aragón) | Di tích | Torralba de Aragón Calle de la Iglesia | 41°56′07″B 0°30′39″T / 41,93528°B 0,510757°T | RI-51-0010878       | 06-03-2002           | Upload image |

### V

#### Valle de Hecho
| Tên                              | Dạng    | Địa điểm              | Tọa độ                                        | Số hồ sơ tham khảo? | Ngày nhận danh hiệu? | Hình ảnh                                                 |
| -------------------------------- | ------- | --------------------- | --------------------------------------------- | ------------------- | -------------------- | -------------------------------------------------------- |
| Tu viện San Pedro Siresa         | Di tích | Valle de Hecho Siresa | 42°45′19″B 0°45′17″T / 42,755414°B 0,754736°T | RI-51-0001075       | 13-11-1931           | Iglesia Monasterio de San Pedro de Siresa · Upload image |
| Hang Los Moros ở Barranco Miguel | Di tích | Valle de Hecho        |                                               | RI-51-0009433       | 15-11-1996           | Upload image                                             |

#### Veracruz (Huesca)
| Tên                        | Dạng    | Địa điểm                 | Tọa độ                                      | Số hồ sơ tham khảo? | Ngày nhận danh hiệu? | Hình ảnh                                           |
| -------------------------- | ------- | ------------------------ | ------------------------------------------- | ------------------- | -------------------- | -------------------------------------------------- |
| Tu viện Santa María Obarra | Di tích | Veracruz (Huesca) Obarra | 42°23′54″B 0°35′46″Đ / 42,398219°B 0,5962°Đ | RI-51-0000642       | 03-06-1931           | Monasterio de Santa María de Obarra · Upload image |

#### Villanueva de Sigena
| Tên                               | Dạng    | Địa điểm             | Tọa độ                                        | Số hồ sơ tham khảo? | Ngày nhận danh hiệu? | Hình ảnh                                                |
| --------------------------------- | ------- | -------------------- | --------------------------------------------- | ------------------- | -------------------- | ------------------------------------------------------- |
| Tu viện Santa María Sigena        | Di tích | Villanueva de Sigena | 41°42′34″B 0°01′10″T / 41,709444°B 0,019444°T | RI-51-0000241       | 28-03-1923           | Real Monasterio de Santa María de Sigena · Upload image |
| Nhà Natal Miguel Servet Nhà Revés | Di tích | Villanueva de Sigena | 41°42′54″B 0°00′32″T / 41,715117°B 0,008842°T | RI-51-0006919       | 14-09-1990           | Casa Natal de Miguel Servet · Upload image              |

### Y

#### Yebra de Basa
| Tên              | Dạng                                      | Địa điểm           | Tọa độ                                        | Số hồ sơ tham khảo? | Ngày nhận danh hiệu? | Hình ảnh                           |
| ---------------- | ----------------------------------------- | ------------------ | --------------------------------------------- | ------------------- | -------------------- | ---------------------------------- |
| Nhà thờ San Juan | Di tích Kiến trúc tôn giáo Kiểu: Románico | Yebra de Basa Orús | 42°28′06″B 0°14′15″T / 42,468297°B 0,237521°T | RI-51-0004460       | 16-01-1981           | Iglesia de San Juan · Upload image |

## Bibliografía
- http://www.mcu.es/patrimonio/CE/BienesCulturales.html. {{Chú thích web}}: |title= trống hay bị thiếu (trợ giúp); Đã bỏ qua tham số không rõ |apellido= (gợi ý |last=) (trợ giúp); Đã bỏ qua tham số không rõ |añoacceso= (gợi ý |access-date=) (trợ giúp); Đã bỏ qua tham số không rõ |fechaacceso= (gợi ý |access-date=) (trợ giúp); Đã bỏ qua tham số không rõ |título= (gợi ý |title=) (trợ giúp)